# Георги Стойчев
Георги Стойчев е български журналист и публицист.

## Биография и творчество
Георги Стойчев е роден на 1 август 1940 г. в гр. Пловдив. Родителите му са учители. Преместват се в София, където Георги Стойчев завършва Руска гимназия. Следва българска филология в СУ „Св. Климент Охридски“ и се дипломира с отличие.
Първата работа на Георги Стойчев е във в-к „Народна младеж“. Следва БНТ, след това София Прес, в-к „Кооперативно село“ и в-к „Подкрепа“. Често е в ролята на главен редактор или пътуващ кореспондент към съответната медия.
Определян като дисидент, Георги Стойчев е острието на Златния век на БНТ, тогава оглавявана от Иван Славков. В Националната телевизия Георги Стойчев създава първото предаване с директни въпроси в ефир „Гражданска трибуна“, както и рубриките „Насаме с всички“, „Размисли“, „За теб, мили роде“ и „Всяка неделя“. Негова заслуга е и появата на редакция ЛИК (Литература и култура) в БНТ. Оглавява и редакция „Съвременник“.
Блестящ телевизионен и пишещ журналист с дързък подход и с открояваща се позиция, Георги Стойчев се проявява и като публицист. Негов е филмът „През реките“, показващ историята, политиката и икономическото положение във Виетнам през 1978 г.
Георги Стойчев е автор на книгата „Ехо от автопортрети“, която представлява галерия от образи на български творци, създадена на базата на интервюта.
Георги Стойчев е носител на престижната награда „Златно перо“ за изключителен принос към българската култура и изкуство.
Негова съпруга е Людмила Захариева, актриса в Държавен сатиричен театър. Има една дъщеря и двама сина.
Георги Стойчев умира на 31 август 2001 г.

## Филмография
- Нечиста сила (1977)
- Легенда за върха (1975)

## Произведения
- „Ехо от автопортрети“ (1987, 2015) – интервюта с Богдан Томалевски, Борис Димовски, Валя Балканска, Гена Димитрова, Георги Бадев, Игнат Раденков, Крум Димитров Дамянов, Методи Савов, Никола Дамянов, Николай Генчев, Панайот Бончев, Пенко Пенев, Петър Кирилов Берон, Рангел Вълчанов, Стефан Данаилов, Тодор Колев
- „Мечтата за България“ (1979)